# هنك دي بست
هنك دي بست (بالهولندية: Henk de Best)‏ (1 مايو 1905 – 6 يوليو 1978) هو ملاكم هولندي راحل، مثّل بلاده في الألعاب الأولمبية الصيفية 1924.

## روابط خارجية
هنك دي بست على موقع أوليمبيديا (الإنجليزية)